# عقد لمفاوية عجزية
العقدة اللمفاوية العجزية تتواجد في تقعر العجز، بمقابل الشرايين العجزية الوسطى والجانبية، وتتصل بالأوعية اللمفاوية من المستقيم و الجدار الخلفي للحوض.